# USS Takanis Bay
L'USS Takanis Bay (CVE-89) est un porte-avions d'escorte de la classe Casablanca mis en service dans l'US Navy durant la Seconde Guerre mondiale.
Nommée d'après la baie de Takanis en Alaska, il est commandé le 17 juillet 1942, sa quille est posée en vertu du contrat de la United States Maritime Commission le 16 décembre 1943 au chantier naval Kaiser Shipyards de Vancouver, dans l'État de Washington. Il est lancé le 10 mars 1944, parrainé par Mme Alden R. Sanborn ; et mis en service le 15 avril 1944 sous les ordres du capitaine Anthony Rodgers Brady.

## Conception et description

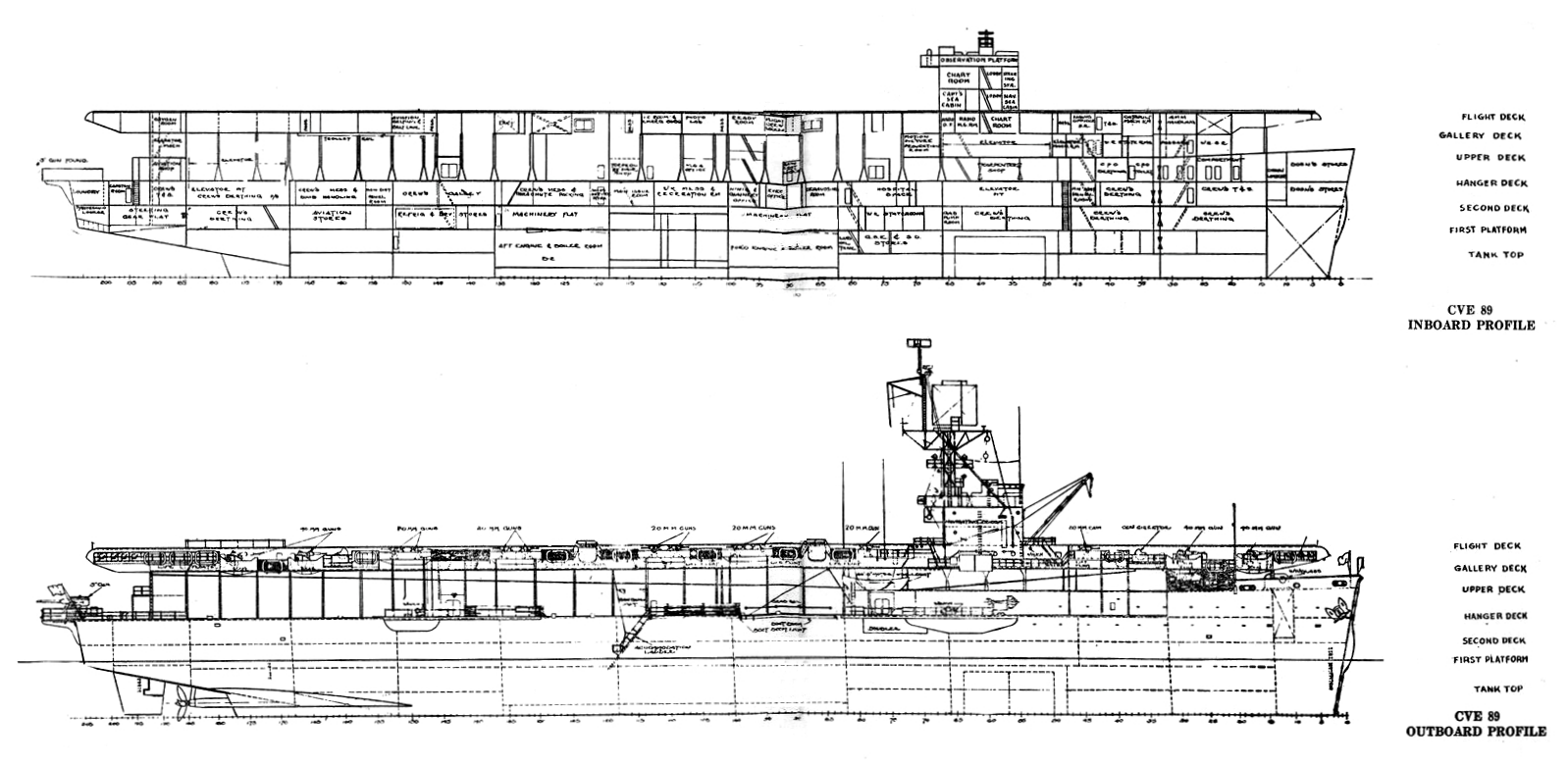
Profil de conception du Takanis Bay, conception unique des porte-avions d'escorte de la classe Casablanca.

Le Takanis Bay est un porte-avions d'escorte de la classe Casablanca, série de porte-avions la plus importante jamais construite, et conçu spécifiquement pour sa production en série en utilisant des sections préfabriquées, afin de remplacer les lourdes pertes du début de la guerre. Standardisé avec ses navires-jumeaux, il mesure 156,13 m de longueur hors-tout et 150 m en flottaison. Disposant d'un maître-bau standard de 19,86 m, son point le plus large est de 33 m, tout en ayant un tirant d'eau de 6,32 m. Le navire déplace 8 188 t en charge standard, contre 10 902 t à pleine charge, dispose d'un hangar de 78 m de long et d'un pont d'envol de 145 m de long. Sa propulsion composée de deux moteurs à vapeur à piston Skinner Unaflow entraîne deux arbres d'hélice, fournissant 9 000 chevaux-vapeur (6 700 kW), lui permettant une vitesse de 19 nœuds (35,2 km/h). Le navire a une autonomie de 10 240 milles marins (18 964 km) à une vitesse de 15 nœuds (27,8 km/h). L'alimentation est fournie par quatre chaudières à tubes d'eau Babcock & Wilcox. Sa taille compacte nécessite l'installation d'une catapulte en tête de proue, tout en étant équipé de deux ascenseurs pour faciliter le mouvement des avions entre le pont d'envol et le hangar : un à l'avant et à l'arrière,,.

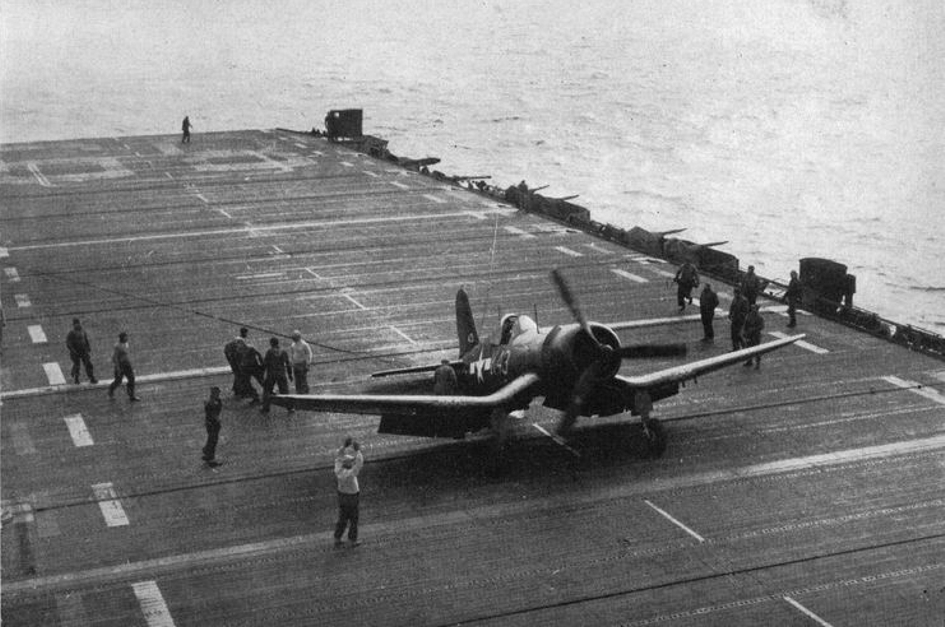
Un Corsair F4U-1 effectuant le 5000e atterrissage à bord du Takanis Bay.

Coté armement, 1 canon à double usage de 127 mm (anti-navire et antiaérien) est monté sur la poupe. La défense antiaérienne est assurée par 8 canons anti-aériens Bofors de 40 mm en affût simple, ainsi que 12 canons Oerlikon de 20 mm, montés autour du périmètre du pont. À la fin de la guerre, les porte-avions de la classe seront modifiés pour transporter 30 canons de 20 mm, et le nombre de canons de 40 mm sera doublé (passant de 8 à 16), en les disposant dans des affûts doubles. Ces modifications répondaient à l'augmentation des pertes dues aux attaques kamikazes. Malgré une conception prédéfinie d'un équipage de 860 hommes et d'un escadron embarqué de 50 à 56 hommes, les exigences du temps de guerre ont souvent nécessité le gonflement du nombre d'hommes d'équipage. Les porte-avions d'escorte de la classe étaient conçus pour transporter 27 avions, mais le hangar pouvait en accueillir davantage, ce qui était souvent nécessaire lors des transports ou surtout des missions de formation, en raison du roulement constant des pilotes et des aéronefs,.

## Historique

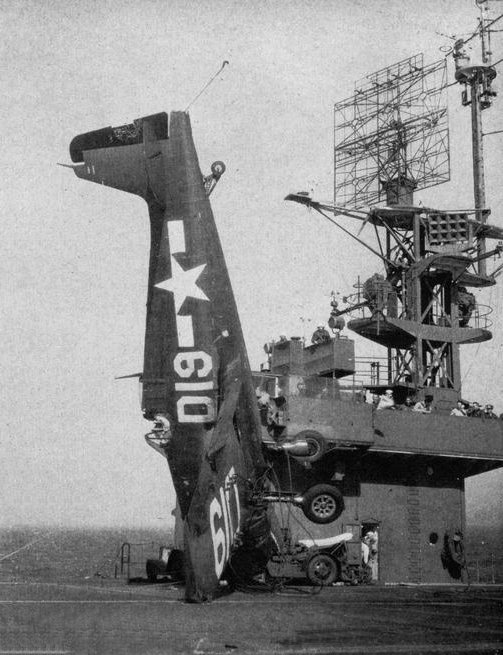
Un F6F-5 Hellcat du Takanis Bay après un atterrissage raté.

Après de brefs essais, le Takanis Bay rejoint le Naval Air Station North Island de San Diego, où il opère à l'appui des opérations de formation des porte-avions. Le 22 mai est inauguré le premier atterrissage à bord. Jusqu'à la fin des hostilités avec le Japon le 15 août 1945, un flot continu d'escadrons pour les porte-avions fut formé à bord du Takanis Bay, partant pour le service de première ligne à la fin des qualifications. Durant cette période, du 24 mai 1944 au 28 août 1945, il qualifia un record de 2 509 pilotes, effectuant également le plus grand nombre d'atterrissages parmi tous les porte-avions de la classe : 20 159 atterrissages. Ce record, à l'époque, ne fut dépassé que par les vénérables porte-avions de première ligne Ranger et Saratoga. Le 24 juillet 1945, les pilotes du VC-20 effectuèrent 446 atterrissages en une seule journée. Fait remarquable, un seul pilote décéda accidentellement tout au long de sa carrière de sa période d'entraînement, même si les accidents étaient fréquents,.
Le 28 août 1945, le navire appareille de San Diego pour Pearl Harbor, où il est affecté à la Carrier Transport Squadron de la flotte du Pacifique. Il rejoint la flotte de porte-avions rapatriant les militaires américains dans tout le théâtre du Pacifique. Entre le 28 août et le 3 janvier 1946, il achemine environ 6 500 soldats, notamment, en deux voyages, au cours duquel il transport 1 300 militaires d'Hawaï à San Diego. À la fin de septembre, il est officiellement affecté à la flotte de l'opération Magic Carpet. Lors de l'accostage à San Diego, des couchettes pour 800 passagers sont installées dans le pont du hangar. Une fois les modifications terminées, celui-ci effectue deux autres voyages aller-retour à Hawaï, ainsi qu'un voyage dans la région de la baie de Tokyo.

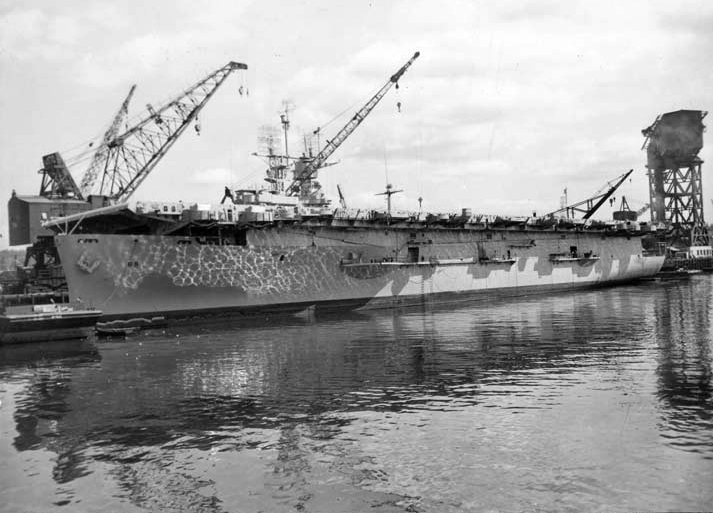
Le Takanis Bay lors de son retrait du service au chantier naval de Puget Sound, 1946.

Le Takanis Bay atteint San Pedro, en Californie le 2 janvier 1946. Le 3 janvier, il quitte la flotte « Magic Carpet » et est envoyé à Tacoma, dans l'État de Washington. C'est lors de son transfert à Puget Sound en avril qu'il est retiré définitivement du service le 18 juin. Reclassé CVU-89 le 12 juin 1955, il est rayé du Naval Vessel Register le 1er août 1959, puis vendu pour démolition le 29 juin 1960 à la société Hyman-Michaels Company de Chicago, dans l'Illinois. Le bâtiment est démantelé à Portland, dans l'Oregon,.

### Sources en ligne
- (en) « Takanis Bay (CVE-89) », sur Dictionary of American Naval Fighting Ships, département de la Marine, Naval History & Heritage Command.
- « Kaiser Vancouver, Vancouver WA » [archive du 16 juin 2019], www.ShipbuildingHistory.com, 27 novembre 2010 (consulté le 14 juin 2019)
- Hazegray, « World Aircraft Carriers List: US Escort Carriers, S4 Hulls », Hazegray.org, 14 décembre 1998 (consulté le 1er juillet 2019)